# Рёйи — Дидро (станция метро)
Рёйи — Дидро (фр. Reuilly - Diderot) — пересадочный узел Парижского метрополитена между линиями 1 и 8, расположенный в XII округе. Назван по расположению на пересечении рю де Рёйи и бульвара Дидро. На станции установлены автоматические платформенные ворота.

## История
- История пересадочного узла началась 20 августа 1900 года. Через месяц после открытия первой очереди Парижского метро открылась станция Рю де Рёйи на линии 1. Современное название станция получила с открытием зала линии 8 в составе пускового участка Ришельё — Друо — Порт-де-Шарантон.
- Пассажиропоток пересадочного узла по входу в 2011 году, по данным RATP, составил 5 451 933 человек[3]. В 2013 году этот показатель вырос до 5 662 974 пассажиров (66 место по уровню пассажиропотока в Парижском метро)[4]

## Путевое развитие
К югу от зала линии 8 (в направлении к станции Монгале) располагается пошёрстный съезд.

## Галерея

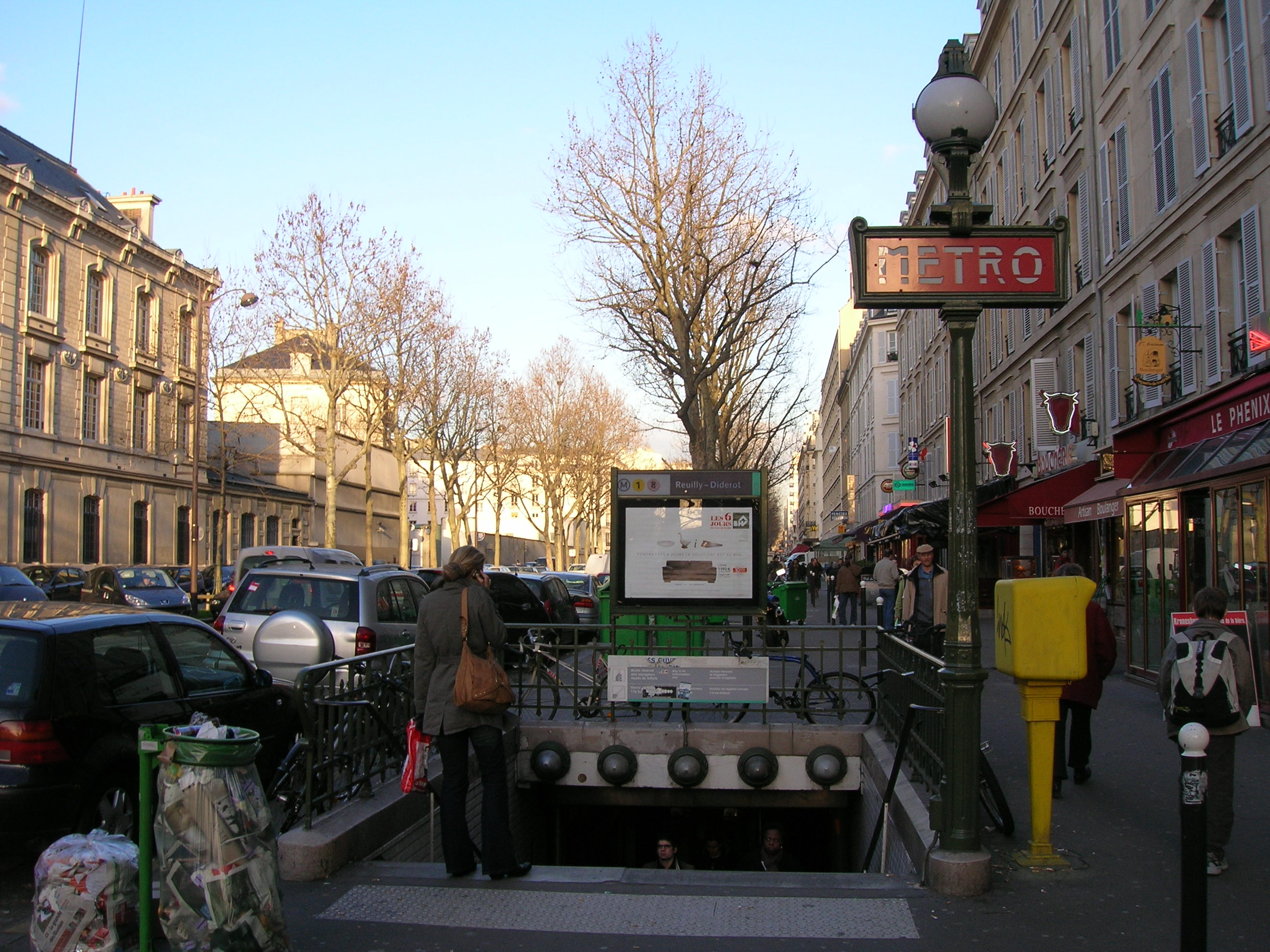
Лестничный сход
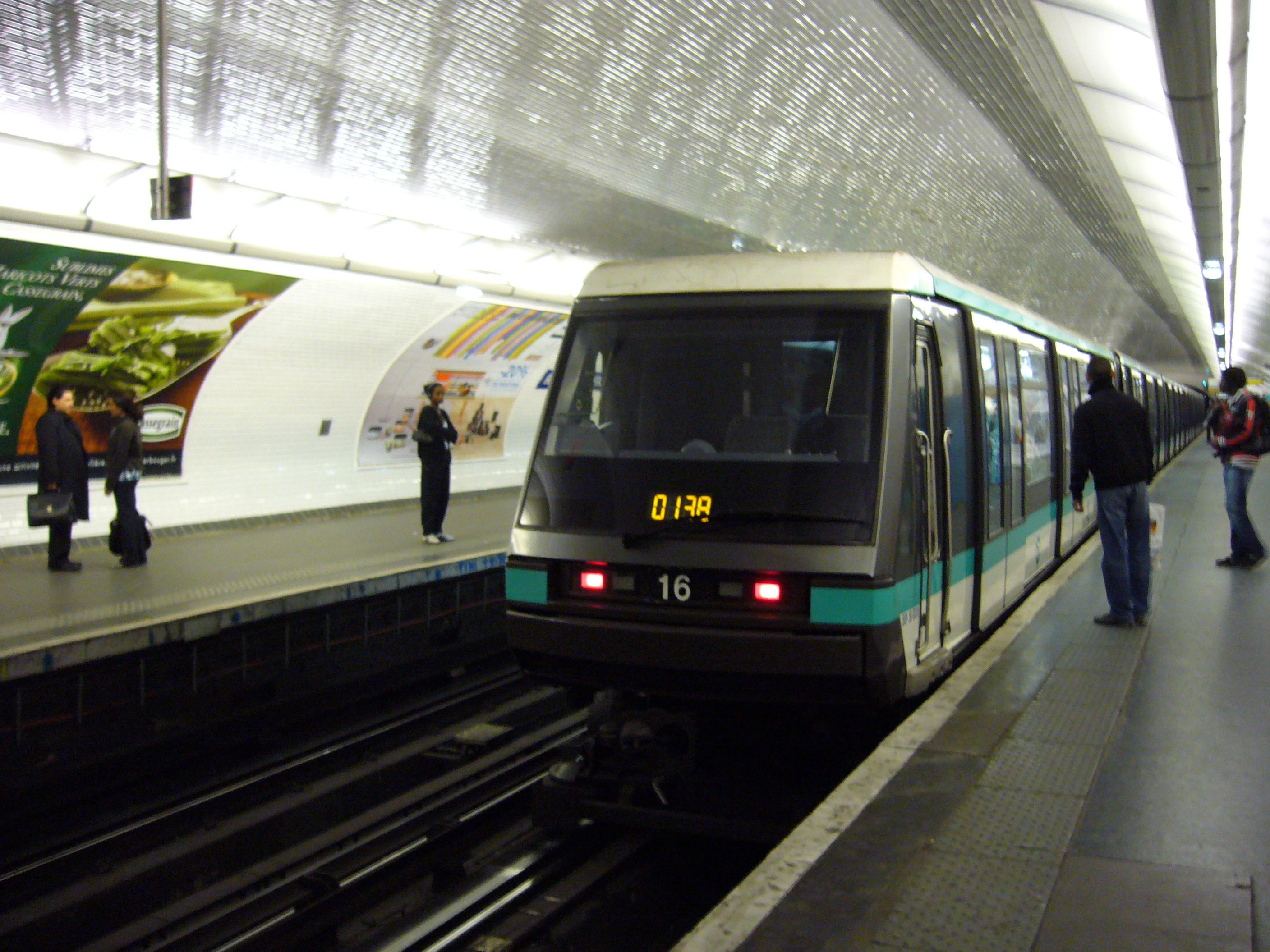
Состав модели MP 89CC на линии 1